# Lancer du marteau aux Jeux olympiques
Pour un article plus général, voir Athlétisme aux Jeux olympiques.
Le lancer du marteau masculin figure au programme des Jeux olympiques depuis la deuxième édition, en 1900 à Paris. Les femmes ne participent à cette épreuve que depuis les Jeux olympiques de 2000, à Sydney.
Avec trois médailles d'or, remportées consécutivement de 1900 à 1908, l'Américain John Flanagan est l'athlète masculin le plus titré dans cette épreuve. Chez les femmes, la Polonaise Anita Wlodarczyk est la plus titrée avec également trois médailles d'or gagnées entre 2012 et 2021.
Les records olympiques de la discipline sont actuellement détenus par l'ex-soviétique Sergey Litvinov, auteur de 84,80 m en finale des Jeux olympiques de 1988 à Séoul, et par la Polonaise Anita Wlodarczyk, créditée de 82,29 m lors des Jeux Olympiques de 2016 à Rio de Janeiro.

## Éditions
| Années | 96 | 00 | 04 | 08 | 12 | 20 | 24 | 28 | 32 | 36 | 48 | 52 | 56 | 60 | 64 | 68 | 72 | 76 | 80 | 84 | 88 | 92 | 96 | 00 | 04 | 08 | 12 | 16 | 20 | 24 | Total |
| ------ | -- | -- | -- | -- | -- | -- | -- | -- | -- | -- | -- | -- | -- | -- | -- | -- | -- | -- | -- | -- | -- | -- | -- | -- | -- | -- | -- | -- | -- | -- | ----- |
| Hommes |    | X  | X  | X  | X  | X  | X  | X  | X  | X  | X  | X  | X  | X  | X  | X  | X  | X  | X  | X  | X  | X  | X  | X  | X  | X  | X  | X  | X  | X  | 29    |
| Femmes |    |    |    |    |    |    |    |    |    |    |    |    |    |    |    |    |    |    |    |    |    |    |    | X  | X  | X  | X  | X  | X  | X  | 7     |

## Hommes

### Historique

#### 1900-1912

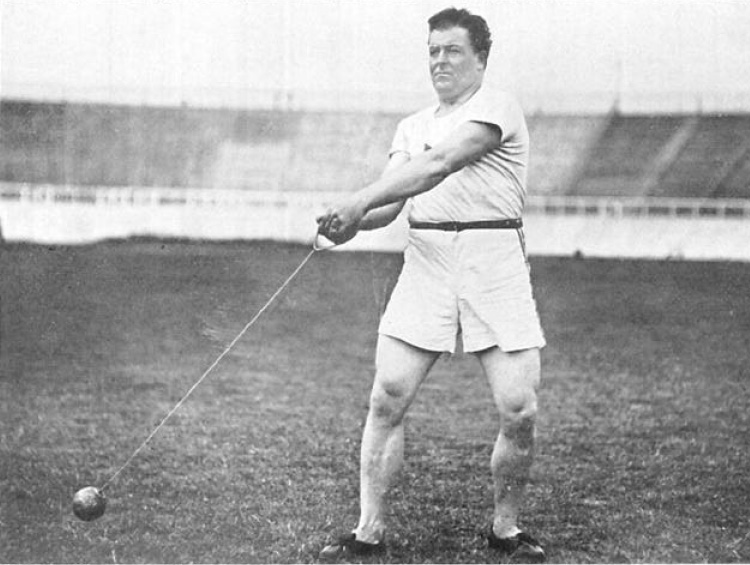
John Flanagan, champion olympique en 1900, 1904 et 1908.

Le lancer du marteau se dispute pour la première fois dans le cadre des Jeux olympiques en 1900 à Paris. L'Américain John Flanagan, qui domine la spécialité depuis la fin du XIXe siècle et qui a été le premier athlète à lancer au-delà des 50 mètres, remporte le titre avec la marque de 51,01 m, devant ses compatriotes Truxton Hare et Josiah McCracken. Les deux autres participants à l'épreuve sont des Suédois.
Aux Jeux olympiques de 1904 à Saint-Louis, dans une finale qui oppose six lanceurs américains, John Flanagan conserve son titre en réalisant la marque de 51,23 m. Il devance de près d'un mètre John DeWitt et de près de six mètres Ralph Rose, titré par ailleurs au lancer du poids. Lors de ces mêmes Jeux est organisé un concours de lancer de marteau lourd de 56 livres que remporte le Canadien Étienne Desmarteau.
En 1908, aux Jeux olympiques de Londres, John Flanagan décroche son troisième titre olympique consécutif. Devancé par son compatriote Matthew McGrath lors du concours des qualifications, il s'impose en finale en réalisant à son dernier lancer un nouveau record olympique avec 51,92 m. Matthew McGrath se classe deuxième avec 51,18 m, devant le Canadien Con Walsh. Les trois premiers de l'épreuve sont tous nés en Irlande.
Lors des Jeux olympiques de 1912, à Stockholm, Matthew McGrath succède à son compatriote John Flanagan qui s'est retiré des pistes deux ans plus tôt. McGrath s'impose avec un lancer à 54,73 m réalisé à son troisième et dernier essai, signant un nouveau record olympique. Il devance de près de six mètres le Canadien Duncan Gillis et l'Américain Clarence Childs.

#### 1920-1936

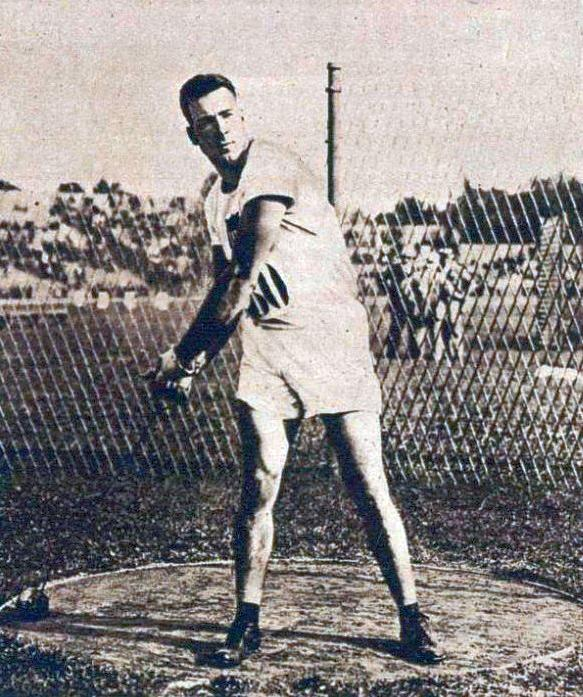
Fred Tootell, champion olympique en 1924.

Patrick Ryan remporte le titre des Jeux olympiques de 1920, à Anvers. Premier détenteur officiel du record du monde, depuis 1913, l'athlète irlandais naturalisé américain effectue un lancer victorieux à 52,875 m et devance de plus de quatre mètres le Suédois Carl Johan Lind et l'autre américain Basil Bennett. Matthew McGrath, le tenant du titre, se blesse au genou à sa deuxième tentative et ne prend que la cinquième place. Comme en 1904, est organisé parallèlement un concours de lancer du marteau lourd de 56 livres, épreuve que remporte Patrick McDonald.
Lors des Jeux olympiques de 1924, à Paris, l'Américain Fred Tootell s'impose avec un lancer à 53,295 m après avoir également établi le meilleur jet des qualifications. À la deuxième place, figure Matthew McGrath qui à 49 ans, devient l'athlète médaillé le plus âgé aux Jeux olympiques. Ce dernier a également participé aux Jeux de 1908, à ceux de 1912 où il obtient le titre olympique, et à ceux de 1920. Le Britannique Malcolm Nokes se classe troisième de l'épreuve.
Aux Jeux olympiques de 1928, à Amsterdam, la victoire revient à l'Irlandais Pat O'Callaghan qui devient le premier non-américain à s'imposer en finale olympique du lancer du marteau après six titre consécutifs pour les États-Unis de 1900 à 1924. O'Callaghan, qui a découvert la discipline quelques mois seulement avant le début de la compétition réalise 51,39 m à son cinquième lancer, et devance de 10 cm le Suédois Ossian Skiöld, et de plus de 2 mètres l'Américain Edmund Black.
Pat O'Callaghan conserve son titre aux Jeux olympiques de 1932, à Los Angeles. Détenteur du record d'Europe depuis 1931, il établit la marque de 53,92 m à son dernier essai et devance le Finlandais Ville Pörhölä (52,27 m), champion olympique du lancer du poids en 1920 et reconverti au lancer du marteau à 37 ans. L'Américain Peter Zaremba se classe troisième de la finale avec 50,33 m.
L'Irlande étant absente des Jeux olympiques de 1936, Pat O'Callaghan ne peux donc défendre son titre et tenter d'égaler les trois victoires de John Flanagan. À Berlin en finale, l'Allemand  Erwin Blask établit un nouveau record olympique à son deuxième essai avec 55,04 m, mais son compatriote Karl Hein améliore cette marque à son sixième et dernier essai avec 56,49 m, devenant ainsi champion olympique, devant Blask. Le Suédois Fred Warngård s'adjuge la médaille de bronze avec 54,83 m.

#### 1948-1964

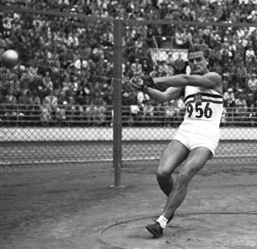
József Csermák, champion olympique en 1952 à Helsinki où il établit un nouveau record du monde.

Le Hongrois Imre Németh, qui a porté le record du monde à 59,02 m deux semaines auparavant, remporte le titre des Jeux olympiques de 1948, à Londres. Devancé par le Yougoslave Ivan Gubijan après la cinquième rotation, il s'impose à son sixième et dernier essai avec un lancer à 56,07 m. Ivan Gubijan est médaillé d'argent avec 54,27 m et l'Américain Robert Bennett médaillé de bronze avec 53,73 m.
József Csermák, âgé de vingt-ans seulement, succède à son compatriote Imre Németh en remportant le titre des Jeux olympiques de 1952, à Helsinki. En qualifications, il établit un nouveau record olympique en établissant la marque de 57,20 m. Le même jour, en finale, il améliore ce record olympique à son premier essai avec 58,45 m, puis établit un nouveau record du monde à son troisième essai avec 60,34 m, devenant le premier athlète à dépasser la limite des 60 mètres dans l'histoire de l'athlétisme. L'Allemand Karl Storch se classe deuxième avec 58,86 m, devant le tenant du titre Imre Németh, troisième avec 57,74 m. le Norvégien Sverre Strandli, champion d'Europe en 1950, se classe 7e du concours.
Lors des Jeux olympiques de 1956, à Melbourne, les favoris au titre sont le Soviétique Mikhail Krivonosov qui a amélioré à six reprises le record du monde en 1955 et 1956, et qui a par ailleurs remporté les championnats d'Europe 1954, et l'Américain Harold Connolly, qui a amélioré le record du monde de Krivonosov quelques jours avant le début des Jeux avec 68,54 m. En finale, l'autre soviétique Anatoliy Samotsvetov établit un nouveau record olympique à son premier essai (62,10 m), record amélioré par Anatoli Samotsvetov à son deuxième (63,00 m) puis à son troisième essai (63,03 m). Mais, au cinquième essai, Harold Connolly bat à son tour le record olympique en effectuant un lancer victorieux à 63,19 m. Krivonosov est médaillé d'argent et Samotsvetov médaillé de bronze. József Csermák, le tenant du titre se classe 5e de la finale, juste derrière l'Américain Al Hall.
Aux Jeux olympiques de 1960, à Rome, le record olympique est amélioré à deux reprises lors du concours de qualifications : par le Hongrois Gyula Zsivótzky avec 64,80 m puis par le Soviétique Vasiliy Rudenkov avec 67,03 m. En finale, Rudenkov améliore cette performance en atteignant la marque de 67,10 m à son troisième essai. Il remporte le titre olympique et devance sur le podium Gyula Zsivótzky (65,79 m) et le Polonais Tadeusz Rut (65,64 m). Le tenant du titre Harold Connolly, qui était devenu un mois plus tôt le premier homme à lancer au-delà des 70 mètres (70,33 m, record du monde), rate son concours et ne termine qu'à la 8e place avec un jet à 63,59 m.
Le Soviétique Romuald Klim remporte le titre des Jeux olympiques de 1964, à Tokyo. Comme à Rome quatre ans plus tôt, plusieurs records olympiques sont améliorés dès les qualifications : par Harold Connolly avec 67,40 m puis par Gyula Zsivótzky avec 67,99 m. En finale, Zsivótzky améliore son meilleur lancer des qualifications en réalisant 69,09 m à son entrée dans le concours, avant que Klim n'établisse un nouveau record olympique à son quatrième essai avec 69,74 m. Romuald Klim décroche la médaille d'or, devant Gyula Zsivótzky qui obtient sa deuxième médaille d'argent consécutive, l'Allemand Uwe Beyer complétant le podium avec la marque de 68,09 m. Harold Connolly se classe 6e du concours.

#### 1968-1984

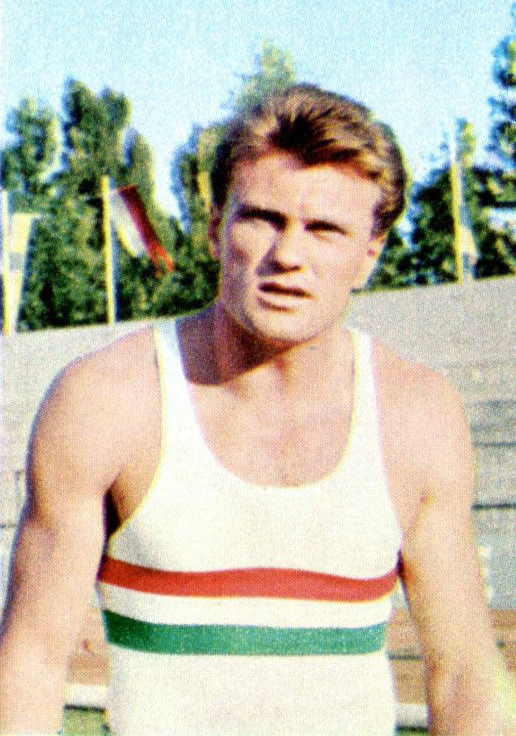
Gyula Zsivótzky, champion olympique en 1968, et médaillé d'argent en 1960 et 1964.

Détenteur du record du monde depuis 1965, Gyula Zsivótzky a ajouté deux centimètres à son propre record en réalisant 73,76 m un mois avant le début des Jeux olympiques de 1968. À Mexico, en finale, le Hongrois s'empare de la tête du concours à son cinquième essai en effectuant un lancer à 73,36 m, signant un nouveau record olympique. Il remporte la médaille d'or après ses deux médailles d'argent obtenues en 1960 et 1964. Le tenant du titre Romuald Klim, invaincu depuis trois saisons, s'incline de 8 cm avec la marque de 73,28 m réalisée à sa quatrième tentative. L'autre hongrois Lázár Lovász et le Japonais Takeo Sugawara réalisent tous deux 69,78 m mais Lovász est désigné médaillé de bronze au bénéfice de son deuxième meilleur lancer (69,38 m contre 69,06 m pour Sugawara).
En finale des Jeux olympiques de 1972, à Munich, le Soviétique Anatoliy Bondarchuk devient champion olympique en établissant à son entrée dans le concours un lancer à 75,50 m, améliorant de près de deux mètres le record olympique. L'Est-allemand Jochen Sachse se classe deuxième avec 74,96 m, devant l'autre soviétique Vasiliy Khmelevskiy, médaillé de bronze avec 74,04 m. L'Allemand Uwe Beyer, champion d'Europe en 1971, termine au pied du podium alors que son compatriote Walter Schmidt, détenteur du record du monde depuis 1971, ne participe pas à ces Jeux olympiques en raison d'une blessure aux vertèbres survenue à l'entrainement.
En 1976, aux Jeux olympiques de Montréal, l'Union soviétique place ses trois athlètes sur le podium. Youri Sedykh remporte le titre en effectuant un lancer à 77,52 m à son deuxième essai et améliore à cette occasion le record olympique. Il devance Aleksey Spiridonov, champion d'Europe 1974, médaillé d'argent avec  76,08 m et le tenant du titre Anatoliy Bondarchuk, médaillé de bronze avec 75,48 m. Walter Schmidt, qui a porté le record du monde à 79,30 m en 1975, se classe cinquième du concours.
Trois athlètes soviétiques figurent de nouveau sur le podium des Jeux olympiques de 1980, à Moscou. Youri Sedykh, qui a battu le record olympique lors du concours des qualifications avec 78,22 m, conserve son titre olympique en établissant dès le lendemain en finale un nouveau record du monde avec 81,80 m, performance réalisée à sa première tentative. Sergey Litvinov se classe deuxième avec la marque de 80,64 m et Jüri Tamm troisième avec 78,96 m.
Les Jeux olympiques de 1984 sont marqués par l'absence pour cause de boycott des athlètes des pays du bloc de l'Est, dont Youri Sedykh qui avait porté le record du monde à 86,34 m quelques semaines avant le début des compétitions, et Sergey Litvinov, champion du monde en 1983. À Los Angeles, la victoire revient au Finlandais Juha Tiainen qui s'impose avec un lancer à 78,08 m réalisé à son troisième essai. Il devance sur le podium deux athlètes ouest-allemands : Karl-Hans Riehm avec 77,98 m et Klaus Ploghaus avec 76,68 m. Initialement quatrième du concours, l'Italien Giampaolo Urlando est disqualifié pour dopage à la testostérone.

#### 1988-2004

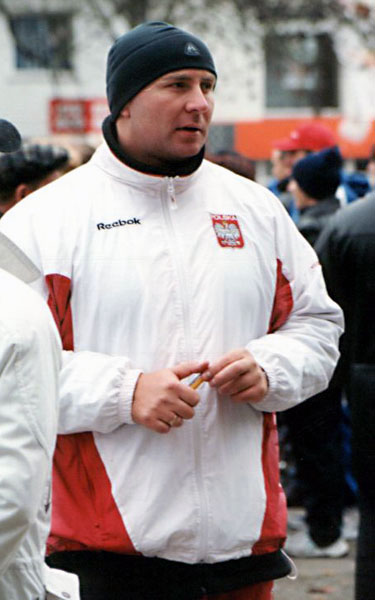
Szymon Ziółkowski, champion olympique en 2000.

La finale des Jeux olympiques de 1988 à Séoul est remporté par Sergey Litvinov, champion du monde en 1987, qui améliore à deux reprises le record olympique en effectuant un lancer à 84,76 m à son premier essai, puis un lancer à 84,80 m à sa cinquième tentative. Youri Sedykh, qui avait porté son propre record du monde à 86,74 m en 1986, se classe deuxième du concours avec 83,76 m, devant Jüri Tamm, médaillé de bronze avec 81,16 m.
En 1992, aux Jeux olympiques de Barcelone, trois athlètes concourant pour l'équipe unifiée des pays de l'ancienne URSS se hissent sur les trois premières marche du podium. Andrey Abduvaliyev s'adjuge le titre olympique avec la marque de 82,54 m réalisée à son quatrième essai, et devance Igor Astapkovich, deuxième avec 81,96 m, et Igor Nikulin, troisième avec 81,38 m. Youri Sedykh, champion du monde en 1992, et le tenant du titre Sergey Litvinov qui éprouve des difficultés pour retrouver son meilleur rythme, n'ont pu se qualifier pour ces Jeux.
L'éclatement de l'URSS marque fin de la domination des athlètes soviétiques qui avaient remporté tous les titres olympiques du lancer du marteau depuis 1972, hormis lors du boycott des Jeux de 1984. Lors des Jeux de 1996 à Atlanta, la victoire revient au Hongrois Balázs Kiss qui s'impose grâce à un jet à 81,24 m établi à sa quatrième tentative. L'Américain Lance Deal est médaillé d'argent avec la marque de 81,12 m, et l'Ukrainien Oleksandr Krykun médaillé de bronze avec la marque de 80,02 m. Andrey Abduvaliyev, champion du monde en 1993 et 1995 pour le Tadjikistan, ne participe pas à ces Jeux.
Lors des Jeux olympiques de 2000, à Sydney, un grand nombre de favoris au titre sont éliminés dès les qualifications : Andrey Abduvaliyev et Lance Deal, médaillés en 1996, les Allemands Heinz Weis et Karsten Kobs, respectivement champions du monde en 1997 et 1999, mais également Oleksandr Krykun et le Hongrois Zsolt Németh. La finale, qui se déroule sous une pluie battante, est remporté par le Polonais Szymon Ziółkowski, auteur d'un lancer à 80,02 m à son quatrième essai. Il devance l'Italien Nicola Vizzoni qui bat son record personnel avec 79,84 m, et le Biélorusse Igor Astapkovich, troisième avec 79,17 m qui réalise la même performance que son compatriote Ivan Tsikhan mais le devance au titre du deuxième meilleur lancer (79,06 m contre 78,85 m).
En 2004, lors des Jeux olympiques d'Athènes, le Hongrois Adrián Annus s'impose avec la marque de 83,19 m, devant le Japonais Kōji Murofushi (82,91 m) et devant Ivan Tsikhan (79,81 m), champion du monde en 2003. Mais, Adrián Annus est disqualifié par le Comité international olympique pour avoir refusé de se présenter à un contrôle antidopage une semaine après son titre, Koji Murofushi récupérant la médaille d'or et Ivan Tsikhan l'argent. En 2014, à la suite d'un contrôle antidopage réalisé peu avant les Jeux olympiques de 2008, l'IAAF annonce la suspension d'Ivan Tsikhan, tous ses résultats compris entre 2004 et 2006 étant annulés, y compris sa médaille d'argent des Jeux de 2004. En conséquence, la médaille d'argent revient au Turc Eşref Apak, et la médaille de bronze au Biélorusse Vadim Devyatovskiy,

#### Depuis 2008

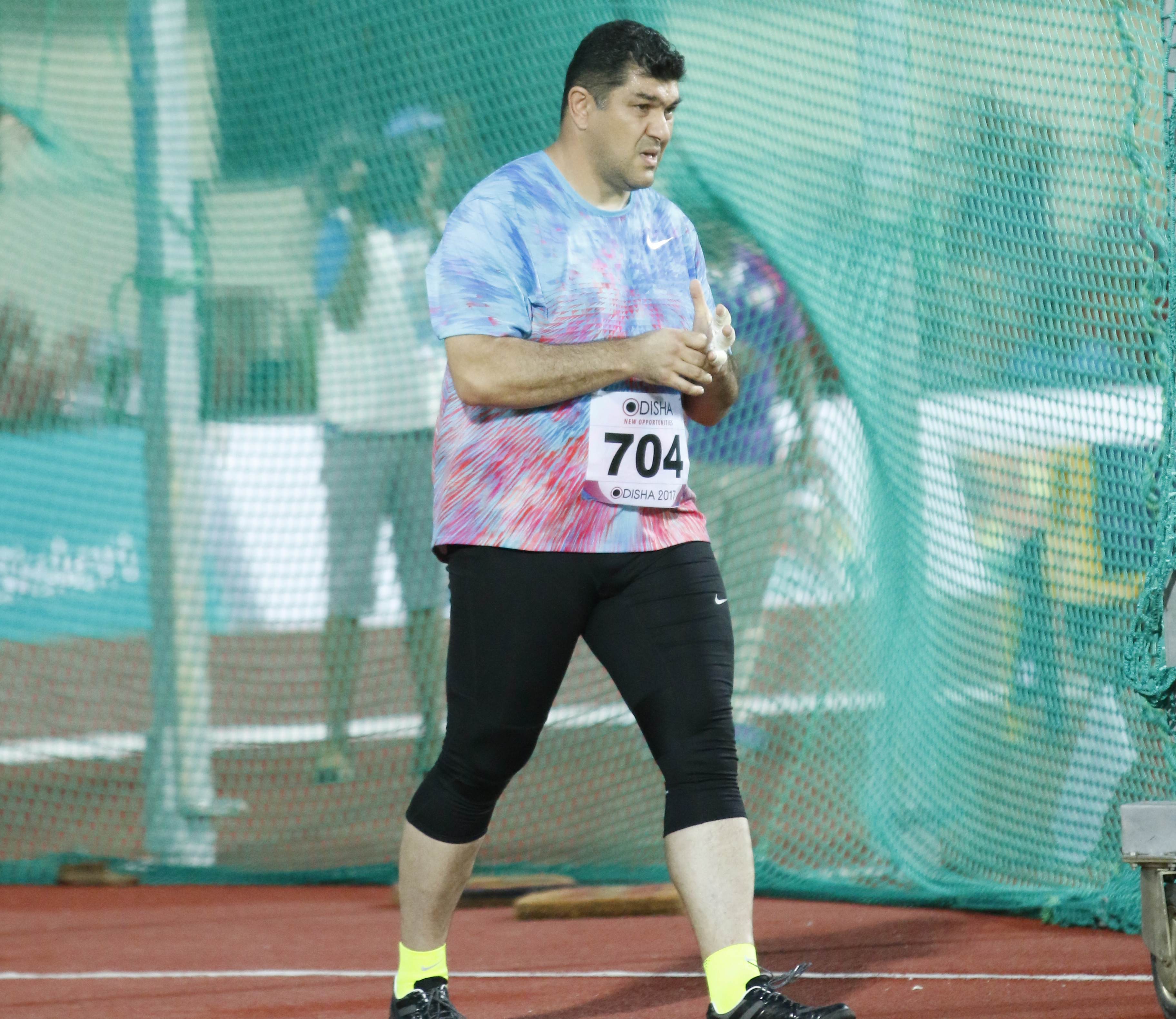
Dilshod Nazarov, champion olympique en 2016.

Le concours du lancer du marteau des Jeux olympiques de 2008, à Pékin, est remporté par le Slovène Primož Kozmus qui réalise 82,02 m à son deuxième essai et devance Vadim Devyatovskiy, deuxième avec 81,61 m et Ivan Tsikhan, troisième avec 81,51 m. Mais, après la finale, l'IAAF annonce que les deux athlètes biélorusses ont été contrôlés positif à la testostérone et sont suspendus, leurs médailles respectives leur étant retirées par le CIO. Cependant, après appel auprès du Tribunal arbitral du sport, les deux athlètes obtiennent gain de cause en 2010, le TAS indiquant qu'ils ne devaient pas être disqualifiés en raison d'irrégularités constatées dans les procédures de contrôle. Devyatovskiy et Tsikhan conservent par conséquent leurs médailles de Pékin.
En 2012, aux Jeux olympiques de Londres, le Hongrois Krisztián Pars décroche son premier titre olympique en réalisant 80,59 m à son troisième essai. Il devance les deux derniers champions olympiques : Primož Kozmus, deuxième avec 79,36 m et Kōji Murofushi, par ailleurs champion du monde en 2011, qui s'adjuge la médaille de bronze avec 78,71 m. En arrivant à Londres, Krisztián Pars avait remporté neuf des dix compétitions auxquelles il a participé, dont le titre européen en 2012. Initialement cinquième du concours, le Russe Kirill Ikonnikov est suspendu pour dopage en 2016.
Lors des Jeux olympiques de 2016, à Rio de Janeiro, le favori polonais Paweł Fajdek, champion du monde en 2013 et 2015, est éliminé dès les qualifications. En finale, le Tadjik Dilshod Nazarov remporte le concours en réalisant 78,68 m à son cinquième essai, devançant de près d'un mètre Ivan Tsikhan, médaillé d'argent avec 77,79 m. Le Polonais Wojciech Nowicki décroche la médaille de bronze en réalisant un lancer à 77,73 m à son sixième et dernier essai, écartant du podium le Mexicain Diego del Real. Krisztián Pars, le tenant du titre, se classe 7e de la finale.
En 2021, lors des Jeux olympiques de Tokyo, Wojciech Nowicki obtient à 32 ans le plus grand succès de sa carrière en s'imposant en finale grâce à un jet à 82,52 m réalisé à son troisième essai, signant la meilleure performance de sa carrière, après avoir effectué quatre autres lancers au-delà ds 80 mètres. Il devance le Norvégien Eivind Henriksen qui établit un nouveau record national avec 81,58 m, et l'autre Polonais Paweł Fajdek, quadruple champion du monde et premier aux bilans annuels mondiaux, qui ne se classe que troisième de la finale avec 81,83 m. Le Français Quentin Bigot, qui se rapproche de son record personnel avec 79,39 m,termine 5e de la finale, juste derrière le jeune ukrainien Mykhaylo Kokhan.

### Palmarès
| Édition | Or                                | Argent                           | Bronze                             |
| ------- | --------------------------------- | -------------------------------- | ---------------------------------- |
| 1900    | John Flanagan (USA) 51,01 m       | Truxton Hare (USA) 46,25 m       | Josiah McCracken (USA) 44,50 m     |
| 1904    | John Flanagan (USA) 51,23 m       | John DeWitt (USA) 50,26 m        | Ralph Rose (USA) 45,73 m           |
| 1908    | John Flanagan (USA) 51,92 m       | Matthew McGrath (USA) 51,18 m    | Con Walsh (CAN) 48,50 m            |
| 1912    | Matthew McGrath (USA) 54,74 m     | Duncan Gillis (CAN) 48,39 m      | Clarence Childs (USA) 48,17 m      |
| 1920    | Patrick Ryan (USA) 52,875 m       | Carl Johan Lind (SWE) 48,430 m   | Basil Bennett (USA) 48,250 m       |
| 1924    | Fred Tootell (USA) 53,295 m       | Matthew McGrath (USA) 50,84 m    | Malcolm Nokes (GBR) 48,875 m       |
| 1928    | Pat O'Callaghan (IRL) 51,39 m     | Ossian Skiöld (SWE) 51,29 m      | Edmund Black (USA) 49,03 m         |
| 1932    | Pat O'Callaghan (IRL) 53,92 m     | Ville Pörhölä (FIN) 52,27 m      | Peter Zaremba (USA) 50,33 m        |
| 1936    | Karl Hein (GER) 56,49 m           | Erwin Blask (GER) 55,04 m        | Fred Warngård (SWE) 54,83 m        |
| 1948    | Imre Németh (HUN) 56,07 m         | Ivan Gubijan (YUG) 54,27 m       | Bob Bennett (USA) 53,73 m          |
| 1952    | József Csermák (HUN) 60,34 m      | Karl Storch (GER) 58,86 m        | Imre Németh (HUN) 57,74 m          |
| 1956    | Harold Connolly (USA) 63,19 m     | Mikhail Krivonosov (URS) 63,03 m | Anatoliy Samotsvetov (URS) 62,56 m |
| 1960    | Vasiliy Rudenkov (URS) 67,10 m    | Gyula Zsivótzky (HUN) 65,79 m    | Tadeusz Rut (POL) 65,64 m          |
| 1964    | Romuald Klim (URS) 69,74 m        | Gyula Zsivótzky (HUN) 69,09 m    | Uwe Beyer (EUA) 68,09 m            |
| 1968    | Gyula Zsivótzky (HUN) 73,36 m     | Romuald Klim (URS) 73,28 m       | Lázár Lovász (HUN) 69,78 m         |
| 1972    | Anatoliy Bondarchuk (URS) 75,50 m | Jochen Sachse (GDR) 74,96 m      | Vasiliy Khmelevskiy (URS) 74,04 m  |
| 1976    | Youri Sedykh (URS) 77,52 m        | Aleksey Spiridonov (URS) 76,08 m | Anatoliy Bondarchuk (URS) 75,48 m  |
| 1980    | Youri Sedykh (URS) 81,80 m        | Sergey Litvinov (URS) 80,64 m    | Jüri Tamm (URS) 78,96 m            |
| 1984    | Juha Tiainen (FIN) 78,08 m        | Karl-Hans Riehm (FRG) 77,98 m    | Klaus Ploghaus (FRG) 76,68 m       |
| 1988    | Sergey Litvinov (URS) 84,80 m     | Youri Sedykh (URS) 83,76 m       | Jüri Tamm (URS) 81,16 m            |
| 1992    | Andrey Abduvaliyev (EUN) 82,54 m  | Igor Astapkovich (EUN) 81,96 m   | Igor Nikulin (EUN) 81,38 m         |
| 1996    | Balázs Kiss (HUN) 81,24 m         | Lance Deal (USA) 81,12 m         | Oleksandr Krykun (UKR) 80,02 m     |
| 2000    | Szymon Ziółkowski (POL) 80,02 m   | Nicola Vizzoni (ITA) 79,64 m     | Igor Astapkovich (BLR) 79,17 m     |
| 2004    | Kōji Murofushi 82,91 m            | Eşref Apak 79,51 m               | Vadim Devyatovskiy 78,82 m         |
| 2008    | Primož Kozmus (SLO) 82,02 m       | Vadim Devyatovskiy (BLR) 81,61 m | Ivan Tsikhan (BLR) 81,51 m         |
| 2012    | Krisztián Pars (HUN) 80,59 m      | Primož Kozmus (SLO) 79,36 m      | Kōji Murofushi (JPN) 78,71 m       |
| 2016    | Dilshod Nazarov (TJK) 78,68 m     | Ivan Tsikhan (BLR) 77,79 m       | Wojciech Nowicki (POL) 77,73 m     |
| 2020    | Wojciech Nowicki (POL) 82,52 m    | Eivind Henriksen (NOR) 81,58 m   | Paweł Fajdek (POL) 81,53 m         |
| 2024    | Ethan Katzberg (CAN) 84,12 m      | Bence Halász (HUN) 79,97 m       | Mykhaylo Kokhan (UKR) 79,39 m      |

### Multiples médaillés
| Rang | Athlète             | Pays             | Période   | Or | Argent | Bronze | Total |
| ---- | ------------------- | ---------------- | --------- | -- | ------ | ------ | ----- |
| 1    | John Flanagan       | États-Unis       | 1900–1908 | 3  | 0      | 0      | 3     |
| 2    | Youri Sedykh        | Union soviétique | 1976–1988 | 2  | 1      | 0      | 3     |
| 3    | Pat O'Callaghan     | Irlande          | 1928–1932 | 2  | 0      | 0      | 2     |
| 4    | Matthew McGrath     | États-Unis       | 1908–1924 | 1  | 2      | 0      | 3     |
| 5    | Gyula Zsivótzky     | Hongrie          | 1960–1968 | 1  | 2      | 0      | 3     |
| 6    | Romuald Klim        | Union soviétique | 1964–1968 | 1  | 1      | 0      | 2     |
| 6    | Sergey Litvinov     | Union soviétique | 1980–1988 | 1  | 1      | 0      | 2     |
| 6    | Primož Kozmus       | Slovénie         | 2008–2012 | 1  | 1      | 0      | 2     |
| 9    | Imre Németh         | Hongrie          | 1948–1952 | 1  | 0      | 1      | 2     |
| 9    | Anatoliy Bondarchuk | Union soviétique | 1972–1976 | 1  | 0      | 1      | 2     |
| 9    | Kōji Murofushi      | Japon            | 2004–2012 | 1  | 0      | 1      | 2     |
| 12   | Ihar Astapkovich    | Biélorussie      | 1992–2000 | 0  | 1      | 1      | 2     |
| 13   | Jüri Tamm           | Union soviétique | 1980–1988 | 0  | 0      | 2      | 2     |

### Record olympique
| Marque  | Athlète              | Lieu        | Date              | Record |
| ------- | -------------------- | ----------- | ----------------- | ------ |
| 51,01 m | John Flanagan        | Paris       | 16 juillet 1900   |        |
| 51,23 m | John Flanagan        | Saint-Louis | 29 août 1904      |        |
| 51,92 m | John Flanagan        | Londres     | 14 juillet 1908   |        |
| 54,13 m | Matthew McGrath      | Stockholm   | 14 juillet 1912   |        |
| 54,74 m | Matthew McGrath      | Stockholm   | 14 juillet 1912   |        |
| 55,04 m | Erwin Blask          | Berlin      | 3 août 1936       |        |
| 56,49 m | Karl Hein            | Berlin      | 3 août 1936       |        |
| 57,20 m | József Csermák       | Helsinki    | 24 juillet 1952   |        |
| 58,45 m | József Csermák       | Helsinki    | 24 juillet 1952   |        |
| 60,34 m | József Csermák       | Helsinki    | 24 juillet 1952   | WR     |
| 62,10 m | Anatoliy Samotsvetov | Melbourne   | 24 novembre 1956  |        |
| 63,00 m | Mikhail Krivonosov   | Melbourne   | 24 novembre 1956  |        |
| 63,03 m | Mikhail Krivonosov   | Melbourne   | 24 novembre 1956  |        |
| 63,19 m | Harold Connolly      | Melbourne   | 24 novembre 1956  |        |
| 64,80 m | Gyula Zsivótzky      | Rome        | 2 septembre 1960  |        |
| 67,03 m | Vasiliy Rudenkov     | Rome        | 2 septembre 1960  |        |
| 67,10 m | Vasiliy Rudenkov     | Rome        | 3 septembre 1960  |        |
| 67,10 m | Romuald Klim         | Tokyo       | 17 octobre 1964   |        |
| 67,40 m | Harold Connolly      | Tokyo       | 17 octobre 1964   |        |
| 67,99 m | Gyula Zsivótzky      | Tokyo       | 17 octobre 1964   |        |
| 69,09 m | Gyula Zsivótzky      | Tokyo       | 18 octobre 1964   |        |
| 69,74 m | Romuald Klim         | Tokyo       | 18 octobre 1964   |        |
| 72,60 m | Gyula Zsivótzky      | Mexico      | 16 octobre 1968   |        |
| 72,82 m | Romuald Klim         | Mexico      | 17 octobre 1968   |        |
| 73,28 m | Romuald Klim         | Mexico      | 17 octobre 1968   |        |
| 73,36 m | Gyula Zsivótzky      | Mexico      | 17 octobre 1968   |        |
| 75,50 m | Anatoliy Bondarchuk  | Munich      | 7 septembre 1972  |        |
| 75,64 m | Youri Sedykh         | Montréal    | 28 juillet 1976   |        |
| 75,74 m | Aleksey Spiridonov   | Montréal    | 28 juillet 1976   |        |
| 77,52 m | Youri Sedykh         | Montréal    | 28 juillet 1976   |        |
| 78,22 m | Youri Sedykh         | Moscou      | 30 juillet 1980   |        |
| 81,80 m | Youri Sedykh         | Moscou      | 31 juillet 1980   | WR     |
| 84,76 m | Sergey Litvinov      | Séoul       | 26 septembre 1988 |        |
| 84,80 m | Sergey Litvinov      | Séoul       | 26 septembre 1988 |        |

## Femmes

### Historique

#### 2000-2004
Le premier concours de lancer de marteau féminin a lieu pour la première fois aux Jeux Olympiques de Sydney en 2000. La première médaille d'or de l'histoire de la discipline revient à la Polonaise Kamila Skolimowska, seule athlète à dépasser les 70 mètres avec un jet à 71,16 m, devant la Russe Olga Kuzenkova (69,77 m), qui avait été la première femme de l'histoire à lancer à plus de 70 m, et l'Allemande Kirsten Münchow (69,28 m).
Quatre ans plus tard aux Jeux olympiques d'été de 2004, Olga Kuzenkova décroche l'or devant les Cubaines Yipsi Moreno (73,36 m) et Yunaika Crawford (73,16 m). Durant la finale, la Russe améliore trois fois le record olympique de la discipline pour le porter à 75,02 m.

#### Depuis 2008

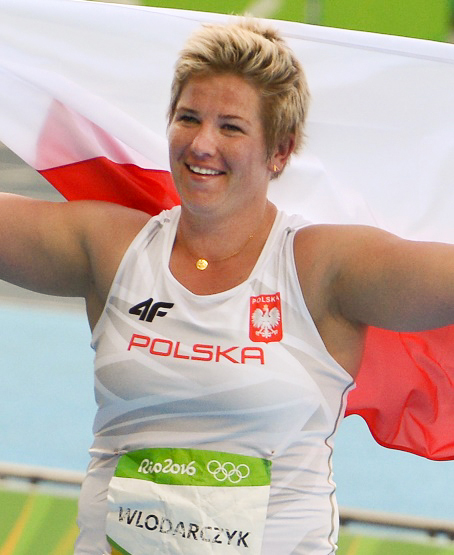
Anita Włodarczyk, championne olympique du lancer du marteau en 2012, 2016 et 2021.

A Pékin en 2008, le concours du lancer du marteau est dans un premier temps remporté par la Biélorusse Aksana Miankova, qui établit alors un nouveau record olympique avec 76,34 m. Mais le 25 novembre 2016, la Biélorusse est disqualifiée pour dopage, tout comme sa compatriote Darya Pchelnik, initialement troisième du concours. La Cubaine Yipsi Moreno, déjà médaillée d'argent en 2004, récupère la médaille d'or (avec un nouveau record olympique en 75,20 m), la Chinoise Zhang Wenxiu l'argent, et la Française Manuela Montebrun le bronze.
Le 10 août 2012, la Russe Tatyana Lysenko, championne du monde 2011, remporte la médaille d'or aux Jeux olympiques de Londres avec un jet de 78,18 mètres, devant la Polonaise Anita Włodarczyk (championne du monde 2009) et l'Allemande Betty Heidler (championne du monde 2007 et recordwoman du monde depuis 2011 avec 79,42 m). Durant ce concours, elle bat à quatre reprises le record olympique. Cependant, le 11 octobre 2016, à la suite de la réanalyse de ses échantillons où est décelé un produit interdit, le turinabol, le CIO la disqualifie et annule son titre olympique. Anita Włodarczyk récupère la médaille d'or (avec un nouveau record olympique en 77,60 m), l'Allemande Betty Heidler la médaille d'argent et la Chinoise Zhang Wenxiu la médaille de bronze.
Aux Jeux de Rio de Janeiro en 2016, Anita Włodarczyk s'adjuge un nouveau titre olympique en battant son propre record du monde de 1,29 mètre pour le porter à 82,29 m. Première femme à avoir franchi les 80 mètres, la Polonaise dépasse cette barrière à trois reprises dans le concours (avec 80,40 m au deuxième essai et 81,74 m au cinquième), réalisant ainsi les deux meilleures performances de tous les temps. Elle devance de plus de cinq mètres Zhang Wenxiu, qui glane sa deuxième médaille olympique après le bronze en 2012, et de plus de sept mètres la Britannique Sophie Hitchon, troisième.
A Tokyo en 2021, Anita Włodarczyk rentre un peu plus dans l'Histoire en décrochant à 35 ans son troisième titre olympique consécutif, ce qu'aucune femme n'avait réalisé aux Jeux Olympiques en athlétisme. Avec 78,48 m, elle devance la Chinoise Zheng Wang (77,03 m) et la Polonaise Malwina Kopron (75,49 m). L'Américaine DeAnna Price termine seulement huitième du concours, alors qu'elle était championne du monde en titre et était devenue en juin 2021 la deuxième femme au monde à franchir la barrière des 80 mètres (80,31 m) lors des sélections olympiques américaines.

### Palmarès
| Édition | Or                                  | Argent                            | Bronze                          |
| ------- | ----------------------------------- | --------------------------------- | ------------------------------- |
| 2000    | Kamila Skolimowska (POL) 71,16 m    | Olga Kuzenkova (RUS) 69,77 m      | Kirsten Münchow (GER) 69,28 m   |
| 2004    | Olga Kuzenkova (RUS) 75,02 m        | Yipsi Moreno (CUB) 73,36 m        | Yunaika Crawford (CUB) 73,16 m  |
| 2008    | Yipsi Moreno (CUB) 75,20 m          | Zhang Wenxiu (CHN) 74,32 m        | Manuela Montebrun (FRA) 72,54 m |
| 2012    | Anita Włodarczyk (POL) 77,60 m      | Betty Heidler (GER) 77,13 m       | Zhang Wenxiu (CHN) 76,34 m      |
| 2016    | Anita Włodarczyk (POL) 82,29 m (WR) | Zhang Wenxiu (CHN) 76,75 m        | Sophie Hitchon (GBR) 74,54 m    |
| 2020    | Anita Włodarczyk (POL) 78,48 m      | Zheng Wang (CHN) 77,03 m          | Malwina Kopron (POL) 75,49 m    |
| 2024    | Camryn Rogers (CAN) 76,97 m         | Annette Echikunwoke (USA) 75,48 m | Zhao Jie (CHN) 74,27 m          |

### Multiples médaillées
| Rang | Athlète          | Pays    | Période   | Or | Argent | Bronze | Total |
| ---- | ---------------- | ------- | --------- | -- | ------ | ------ | ----- |
| 1    | Anita Włodarczyk | Pologne | 2012-2021 | 3  | 0      | 0      | 3     |
| 2    | Olga Kuzenkova   | Russie  | 2000–2004 | 1  | 1      | 0      | 2     |
| 2    | Yipsi Moreno     | Cuba    | 2004–2008 | 1  | 1      | 0      | 2     |
| 3    | Zhang Wenxiu     | Chine   | 2008–2016 | 0  | 2      | 1      | 3     |

### Record olympique
| Marque  | Athlète            | Lieu           | Date              | Record |
| ------- | ------------------ | -------------- | ----------------- | ------ |
| 70,60 m | Olga Kuzenkova     | Sydney         | 27 septembre 2000 |        |
| 71,16 m | Kamila Skolimowska | Sydney         | 29 septembre 2000 |        |
| 71,65 m | Gu Yuan            | Athènes        | 23 août 2004      |        |
| 73,71 m | Olga Kuzenkova     | Athènes        | 23 août 2004      |        |
| 74,27 m | Olga Kuzenkova     | Athènes        | 25 août 2004      |        |
| 75,02 m | Olga Kuzenkova     | Athènes        | 25 août 2004      |        |
| 75,20 m | Yipsi Moreno       | Pékin          | 20 août 2008      |        |
| 75,68 m | Anita Włodarczyk   | Londres        | 8 août 2012       |        |
| 77,13 m | Betty Heidler      | Londres        | 10 août 2012      |        |
| 77,60 m | Anita Włodarczyk   | Londres        | 10 août 2012      |        |
| 80,40 m | Anita Włodarczyk   | Rio de Janeiro | 15 août 2016      |        |
| 82,29 m | Anita Włodarczyk   | Rio de Janeiro | 15 août 2016      | WR     |

## Anciennes épreuves

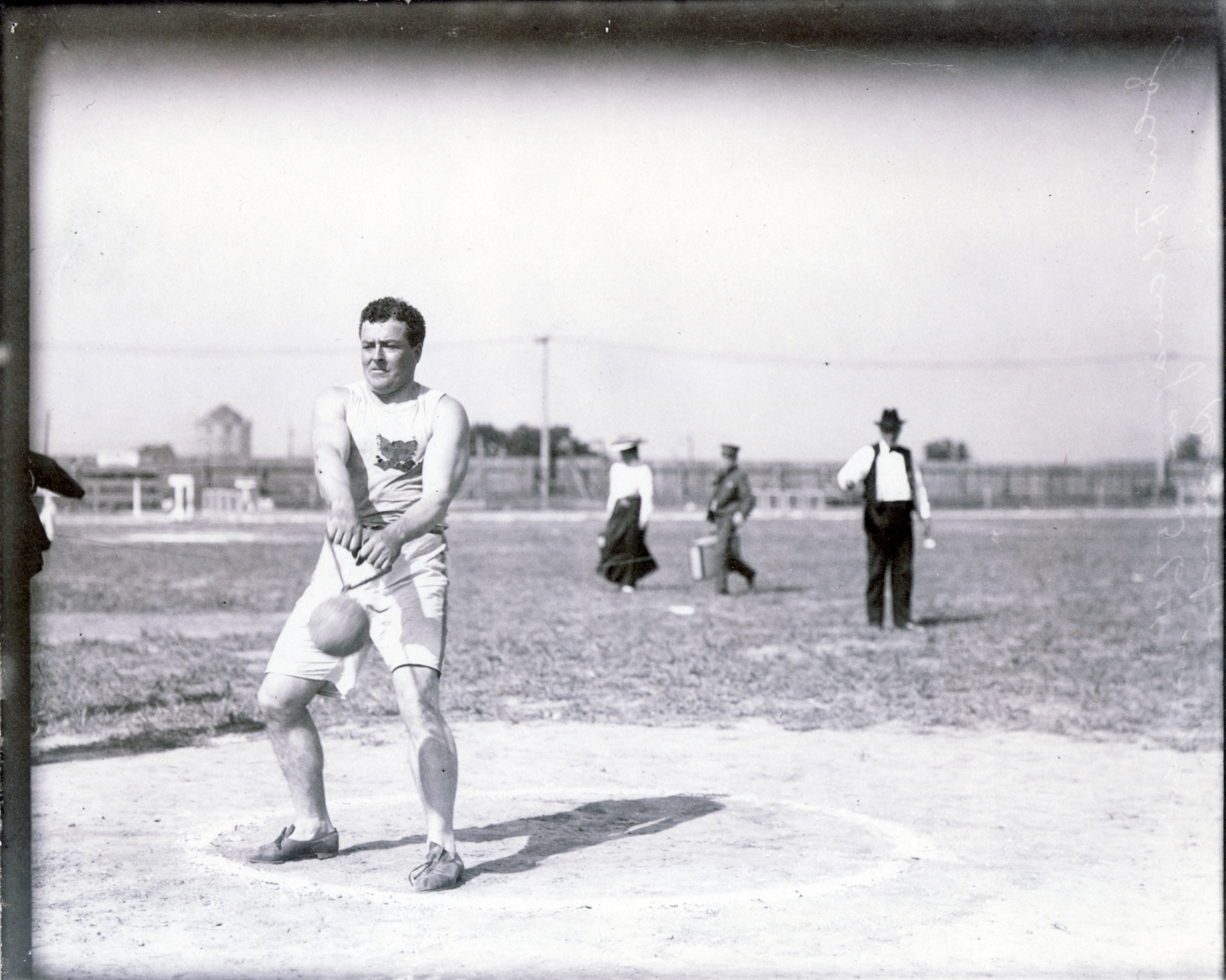
Étienne Desmarteau lors du concours du lancer du marteau lourd en 1904.

L'épreuve du lancer du marteau lourd de 56 livres est apparue lors des Jeux olympiques de 1904 et 1920.

### Lancer du marteau lourd
| Édition | Or                                | Argent                      | Bronze                         |
| ------- | --------------------------------- | --------------------------- | ------------------------------ |
| 1904    | Étienne Desmarteau (CAN) 10,465 m | John Flanagan (USA) 10,16 m | James Mitchell (USA) 10,135 m  |
| 1920    | Patrick McDonald (USA) 11,265 m   | Patrick Ryan (USA) 10,965 m | Carl Johan Lind (SWE) 10,255 m |